# Tadeusz Bełczewski

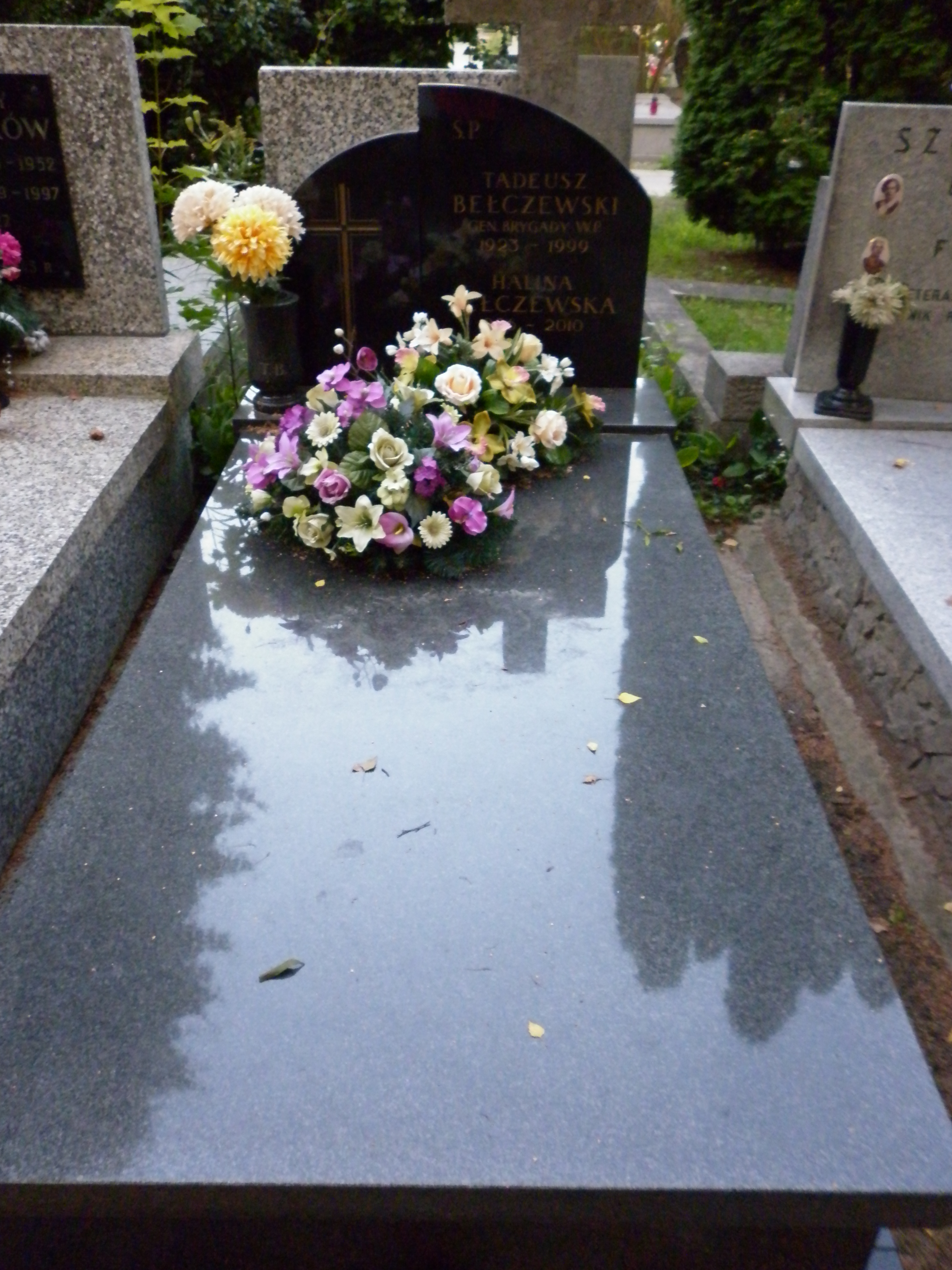
Grób Tadeusza Bełczewskiego na Cmentarzu Wojskowym na Powązkach

Tadeusz Bełczewski (ur. 27 października 1923 w Iwaniskach k. Ostrowca Świętokrzyskiego, zm. 18 lipca 1999 w Warszawie) – polski i radziecki wojskowy, generał brygady ludowego Wojska Polskiego (wcześniej żołnierz Armii Czerwonej). Walczył z żołnierzami wyklętymi.

## Życiorys
W latach 30. skończył szkołę podstawową w Modliborzycach i kształcił się jako stypendysta gminny w Państwowym Gimnazjum im. Chreptowicza w Ostrowcu Świętokrzyskim. Podczas okupacji był robotnikiem rolnym w prywatnym gospodarstwie rolnym we wsi Oziębłów.
W sierpniu 1944 wstąpił do 121 Dywizji Strzeleckiej Armii Czerwonej i walczył m.in. pod Sandomierzem i Szumskiem. W styczniu 1945 został przyjęty na własną prośbę do ludowego Wojska Polskiego i skierowany do Oficerskiej Szkoły Piechoty nr 1 w Krakowie. Brał udział w walkach ze zbrojnym podziemiem i w ochronie linii kolejowych w Małopolsce i na Podkarpaciu. Ukończył kurs dowódców plutonu w Oficerskiej Szkole Piechoty nr 3 i Państwowe Liceum im. Kasprowicza Inowrocławiu. W latach 1946–1949 studiował i ukończył z wyróżnieniem Akademię Wojskową im. Michaiła Frunzego w Moskwie, po czym został wyznaczony na szefa sztabu 29 zapasowego pułku piechoty w Jeleniej Górze (w strukturach 11 Dywizji Piechoty). W listopadzie 1950 został przeniesiony do Dowództwa Okręgu Wojskowego nr 4 we Wrocławiu, gdzie był m.in. starszym pomocnikiem szefa Wydziału III Operacyjnego (1950-1951), starszym pomocnikiem szefa wydziału doskonalenia taktyczno-operacyjnego w Oddziale Operacyjnym (1951-1952), szefem wydziału doskonalenia taktyczno-operacyjnego (1952-1953) oraz zastępcą szefa sztabu ds. operacyjnych- szefem Oddziału I Operacyjnego w dowództwie Śląskiego Okręgu Wojskowego. W latach 1960–1962 studiował w Akademii Sztabu Generalnego Sił Zbrojnych ZSRR im. K. Woroszyłowa w Moskwie; studia ukończył z wyróżnieniem we wrześniu 1962. Po studiach powrócił na poprzednio zajmowane stanowisko zastępcy szefa sztabu ŚOW, a w marcu 1968 został szefem sztabu tego okręgu. We wrześniu 1968 przeszedł do dyspozycji kadrowej, a w lutym 1969 został szefem Katedry Taktyki Ogólnej i Sztuki Operacyjnej Akademii Sztabu Generalnego WP. W 1970 ukończył Kurs Strategiczny Akademii Sztabu Generalnego Sił Zbrojnych ZSRR im. K. Woroszyłowa w Moskwie. W 1971 został zastępcą szefa Zarządu Operacyjnego Sztabu Generalnego WP, w latach 1972–1975 był szefem sztabu – zastępcą dowódcy Warszawskiego Okręgu Wojskowego. 29 września 1973 na mocy uchwały Rady Państwa PRL awansowany do stopnia generałem brygady; nominację wręczył mu w Belwederze 10 października 1973 I sekretarz Komitetu Centralnego PZPR Edward Gierek w obecności przewodniczącego Rady Państwa Henryka Jabłońskiego. Od marca do maja 1975 był zastępcą przewodniczącego delegacji PRL do spraw wojskowych w Międzynarodowej Komisji Kontroli i Nadzoru w Wietnamie. Od sierpnia 1975 do października 1976 pełnił obowiązki zastępcy szefa Sztabu Generalnego WP do spraw systemów kierowania, po czym powrócił na poprzednio zajmowane stanowisko szefa sztabu Warszawskiego Okręgu Wojskowego. Od kwietnia 1978 zastępca komendanta ASG do spraw liniowych, a od sierpnia 1979 – do spraw naukowych. W okresie stanu wojennego w Polsce (1981-1983) był pełnomocnikiem Komitetu Obrony Kraju – komisarzem wojskowym na województwo katowickie (przez kilka dni), a następnie na województwo tranowskie.
8 października 1988 „za wzorową służbę i pracę w Siłach Zbrojnych Polskiej Rzeczypospolitej Ludowej oraz szczególne zasługi dla socjalistycznej Ojczyzny (...) w jubileuszowym roku 45-lecia ludowego Wojska Polskiego” został wyróżniony wpisem do Honorowej Księgi Czynów Żołnierskich.
20 stycznia 1989 został pożegnany przez ministra obrony narodowej generała armii Floriana Siwickiego. 2 marca 1989 został zwolniony z zawodowej służby wojskowej i przeniesiony w stan spoczynku z powodu osiągnięcia ustawowej granicy wieku.
Pochowany na Cmentarzu Wojskowym na Powązkach w Warszawie (kwatera G-2-37).

## Awanse
W trakcie wieloletniej służby w ludowym Wojsku Polskim otrzymywał awanse na kolejne stopnie wojskowe:
- chorąży – 15 lipca 1945
- podporucznik – 15 września 1946
- porucznik – 24 marca 1948
- kapitan – 23 grudnia 1949
- major – 26 kwietnia 1952
- podpułkownik – 8 października 1954
- pułkownik – 11 lipca 1958
- generał brygady – 29 września 1973

## Życie prywatne
Był synem Jana, policjanta, potem rolnika i Marianny z domu Góra (1904-1926). Mieszkał w Warszawie. Od 1953 żonaty z Haliną Heleną z domu Kardas (1926-2010).

## Odznaczenia i wyróżnienia
- Order Sztandaru Pracy II klasy (1973)
- Krzyż Komandorski Orderu Odrodzenia Polski (1975)
- Krzyż Oficerski Orderu Odrodzenia Polski (1963)
- Krzyż Kawalerski Orderu Odrodzenia Polski (1959)
- Krzyż Walecznych (1968)
- Złoty Krzyż Zasługi (1954)
- Medal „Za udział w walkach o Berlin” (1970)
- Medal 10-lecia Polski Ludowej
- Medal 30-lecia Polski Ludowej
- Medal 40-lecia Polski Ludowej
- Złoty Medal „Siły Zbrojne w Służbie Ojczyzny” (1968)
- Srebrny Medal „Siły Zbrojne w Służbie Ojczyzny”
- Brązowy Medal „Siły Zbrojne w Służbie Ojczyzny”
- Złoty Medal „Za zasługi dla obronności kraju” (1974)
- Srebrny Medal „Za zasługi dla obronności kraju”
- Brązowy Medal „Za zasługi dla obronności kraju”
- Medal „Za udział w walkach w obronie władzy ludowej” (1985)
- Złota Odznaka „Za zasługi w ochronie porządku publicznego” (1986)
- Srebrna Odznaka „Za Zasługi dla Obrony Cywilnej” (1983)
- Odznaka Honorowa Polskiego Czerwonego Krzyża I stopnia (1973)[4]
- Order Czerwonego Sztandaru (ZSRR) (1973)
- Medal „Za zwycięstwo nad Niemcami w Wielkiej Wojnie Ojczyźnianej 1941–1945” (ZSRR) (1946)
- Medal „Za umacnianie braterstwa broni” (ZSRR) (1985)
- Medal jubileuszowy „Dwudziestolecia zwycięstwa w Wielkiej Wojnie Ojczyźnianej 1941–1945” (1965)
- Medal jubileuszowy „50 lat Sił Zbrojnych ZSRR” (Związek Radziecki, 1968)[5]
- Medal jubileuszowy „60 lat Sił Zbrojnych ZSRR” (1979)
- Medal 70-lecia Sił Zbrojnych ZSRR (1988)
- Srebrny Order Bojowy Za zasługi dla narodu i ojczyzny (NRD) (1984)
- Odznaka tytułu honorowego „Zasłużony Nauczyciel Polskiej Rzeczypospolitej Ludowej” (1984)